# Eddie Shack
Edward Steven Phillip „Eddie“ Shack (* 11. Februar 1937 in Sudbury, Ontario; † 25. Juli 2020 in Toronto, Ontario) war ein kanadischer Eishockeyspieler. Der linke Flügelstürmer bestritt zwischen 1958 und 1975 über 1000 Spiele für sechs Franchises der National Hockey League (NHL). Den Großteil seiner Karriere verbrachte er bei den Toronto Maple Leafs, mit denen er in den 1960er-Jahren viermal den Stanley Cup gewann.

## Karriere
Eddie Shack begann seine Karriere als Eishockeyspieler bei den Guelph Biltmores, für die er von 1952 bis 1957 in der Ontario Hockey Association (OHA) aktiv war. Anschließend gab er in der Saison 1957/58 sein Debüt im professionellen Eishockey, als er für die Providence Reds aus der American Hockey League (AHL) in 35 Spielen insgesamt 34 Scorerpunkte, darunter 16 Tore, erzielte. Im Anschluss daran erhielt der Angreifer einen Vertrag bei den New York Rangers, für die er die folgenden zwei Jahre in der National Hockey League (NHL) spielte. Am 5. Februar 1960 wollten die Rangers Shack zusammen mit Bill Gadsby im Tausch für Red Kelly und Billy McNeill zu den Detroit Red Wings transferieren. Da die beiden Spieler der Red Wings allerdings dem Transfer nicht zustimmen, wurde Shack zwei Tage später im Tausch für Pat Hannigan und Johnny Wilson an die Toronto Maple Leafs abgegeben, mit denen der Linksschütze in den folgenden sieben Spielzeiten insgesamt viermal den prestigeträchtigen Stanley Cup gewann (1962, 1963, 1964 und 1967). 
Im Mai 1967 wechselte Shack zu den Boston Bruins, für die er die folgenden beiden NHL-Spielzeiten auf dem Eis stand. Bis 1973 spielte der Kanadier zudem für die Los Angeles Kings, Buffalo Sabres und Pittsburgh Penguins, ehe er am 3. Juli 1973 von seinem Ex-Club Toronto Maple Leafs gekauft wurde. Mit dem Team aus Ontario erreichte er in der Saison 1974/75 noch einmal die Playoffs, in denen er ein Tor in vier Spielen erzielte. In der folgenden Spielzeit wurde er nur noch sporadisch bei den Leafs eingesetzt, so dass er zu den Oklahoma City Blazers aus der Central Hockey League wechselte. Nach einem Jahr, in dem Shack pausierte, beendete er 1977 bei den Whitby Warriors aus der Ontario Hockey Association seine Laufbahn.
Eddie Shack verstarb am 25. Juli 2020 im Alter von 83 Jahren in einem Krankenhaus in Toronto an den Folgen einer Krebserkrankung.

## Erfolge und Auszeichnungen
| - 1957 J.-Ross-Robertson-Cup-Gewinn mit den Guelph Biltmores - 1962 Stanley-Cup-Gewinn mit den Toronto Maple Leafs - 1962 Teilnahme am NHL All-Star Game - 1962 Most Valuable Player des NHL All-Star Game - 1963 Stanley-Cup-Gewinn mit den Toronto Maple Leafs | - 1963 Teilnahme am NHL All-Star Game - 1964 Stanley-Cup-Gewinn mit den Toronto Maple Leafs - 1964 Teilnahme am NHL All-Star Game - 1967 Stanley-Cup-Gewinn mit den Toronto Maple Leafs |

## Karrierestatistik
(Legende zur Spielerstatistik: Sp oder GP = absolvierte Spiele; T oder G = erzielte Tore; V oder A = erzielte Assists; Pkt oder Pts = erzielte Scorerpunkte; SM oder PIM = erhaltene Strafminuten; +/− = Plus/Minus-Bilanz; PP = erzielte Überzahltore; SH = erzielte Unterzahltore; GW = erzielte Siegtore; 1 Play-downs/Relegation; Kursiv: Statistik nicht vollständig)